# Joaquín Manuel Fernández Cruzado
Joaquín Manuel Fernández Cruzado (Jerez de la Frontera, 24 de diciembre de 1781 - Cádiz, 31 de enero de 1856) fue un pintor español. Adelantado del romanticismo, destaca también como retratista y autor de escenas costumbristas de la época, en su mayoría inspiradas en la tauromaquia. Era hijo del escultor y académico gaditano José Fernández Guerrero. 

## Biografía
Aunque no nació en Cádiz, se le considera gaditano, ya que en esta ciudad transcurrió su infancia y adolescencia. Estudió en el Seminario de San Bartolomé de esta ciudad, pero también por influencia de su padre, en el anfiteatro del Real Colegio de Cirugía y Medicina de Cádiz, en el que adquirió conocimientos de anatomía humana, que le fueron muy útiles para sus inicios artísticos. En 1808, era alumno de la Academia de Bellas Artes de San Fernando de Madrid cuando se inició la guerra de la Independencia y se incorporó como soldado al Ejército español para combatir contra las tropas napoleónicas. Permaneció en el Ejército hasta 1830, lo que no le impidió obtener el título de académico de San Fernando (1814) mientras servía. Llegó al empleo de capitán y obtuvo, entre otras condecoraciones, la Cruz de San Hermenegildo. También viajó a América con diferentes expediciones para luchar contra los colonos que se rebelaron para conseguir su independencia de España y participó, abrazando la causa liberal, en acciones militares contra los Cien Mil hijos de San Luis, el ejército francés encabezado por el duque de Angulema que acudió en auxilio de Fernando VII para derrocar a los liberales y restaurar el absolutismo.
Al terminar su vida militar, regresó a Cádiz, donde volvió a encontrarse con la pintura y llegó a dirigir la Academia de Bellas Artes local (1846), de la que había sido también teniente director su padre. Precisamente dotó de luz de gas a este centro académico para que sus alumnos pudieran aprovechar más horas del día en su formación artística.

## Obra
La mayor parte de su obra la realizó ya entrado en la cincuentena. Destacan retratos, en su mayoría de personalidades de la época y de la realeza borbónica, escenas costumbristas y motivos religiosos, entre estos varias piezas que se exponen al culto en la catedral gaditana, como es un impresionante Santo Ángel Custodio. Tiene obra en el Museo Romántico de Madrid, en el de Bellas Artes de Bilbao y en el de Cádiz, entre otros. También su obra forma parte de numerosas colecciones privadas de España y América, muy en concreto en Santiago de Cuba, donde residía su hermano José, médico que publicó el primer trabajo de oftalmología de la isla. No le siguió nadie de su familia en las bellas artes, pese a ser hijo de académico y sobrino-biznieto del maestro Gonzalo Fernández de Pomar, máximo exponente del retablo barroco gaditano.